# Альсдорф (Вестервальд)
Альсдорф  (нем. Alsdorf) — община в Германии, в земле Рейнланд-Пфальц. 
Входит в состав района Альтенкирхен-Вестервальд. Подчиняется управлению Бецдорф.  Население составляет 1645 человек (на 31 декабря 2010 года). Занимает площадь 5,93 км².